# Siete obras de misericordia
Las siete obras de misericordia es un cuadro de 1607 del pintor italiano Caravaggio, de los primeros de su etapa napolitana.

## Historia
La huida de Caravaggio de Roma se produjo tras el asesinato de un hombre. Con una orden de aprehensión a sus espaldas y fuera de la ley, Caravaggio huyó a Nápoles. Allí, bajo la protección de los Colonna, la autoridad romana veía mermado su poder. Es en esta ciudad que comienza también la madurez pictórica de Caravaggio, convirtiéndose en la estrella de la pintura napolitana. 
En esta etapa realizó las Siete obras de misericordia y la Madonna del Rosario. Luego de este suceso, Caravaggio permaneció unos meses más en Nápoles y finalmente marchó a Malta, sede de los Caballeros de Malta. 

## Iconografía
La imagen es el retablo del altar mayor de la iglesia que se encuentra en la "Pio Monte della Misericordia" en Nápoles. 
La composición vertical muestra una escena callejera, donde varios santos (Martín de Tours, Santiago el Mayor y Sansón) socorren a los pobres dando muestras de generosidad cristiana.

## Interpretación
Giulio Carlo Argan, quien no sustentó posturas de carácter confesional, consideró que esta obra es «el cuadro más importante del Seicento».
En cuanto a los agudos contrastes del claroscuro de la pintura de Caravaggio, el historiador de arte alemán Ralf van Bühren explica la brillante luz como una metáfora de la misericordia, que «ayuda al público a explorar la misericordia en sus propias vidas».